# Лопух Василь Степанович
Василь Степанович Лопух (нар. 2 березня 1956, м. Заліщики, Тернопільська область) — український громадський діяч, економіст. Кандидат економічних наук (1990). Дійсний член (2008), член-кореспондент НТШ.

## Життєпис
Василь Лопух народився 2 березня 1956 року в місті Заліщиках на Тернопільщині.
До 1973 року навчався в Заліщицькій середній школі ім. Осипа Маковея. 1981 року закінчив інженерно-педагогічний факультет  Тернопільський педагогічний інститут. У 1970—1974 роках був солістом ансамблю пісні й танцю «Дністер» при Заліщицькому будинку культури. У 1981 році почав працювати в Тернопільському педагогічному інституті: викладачем, доцентом кафедри економічної теорії та інших. 1996 року став співініціатор заснування і редактором 1-го випуску часопису історичного факультету «Сторінки літопису». 1991 року був заступником голови з економічних питань Тернопільської міської ради.
Від 1998 — у США. З 2000 року в Нью-Йорку працював директором адміністрації, а від 2006 року є членом управи та головою комісії преси НТШ у США. 2001 року став головою Асоціації українців Америки. 2010 року був співзасновником Центру демографічних та соціально-економічних досліджень українців при НТШ у США. Один з редакторів журналу «Наш Голос». Займався оцифруванням фотографій з архіву Українських січових стрільців.
Сфера наукових інтересів: демографічні процеси у середовищі української еміграції у США. У доробку понад 30 авторських та співавторських наукових публікацій; публіцистичні статті в періодиці. Також видав посібник «Основи підприємницької діяльності», який виданий 1996 року.
Член редколегій «Бюлетеня НТШ-Америка», журналу «Наш голос», «Енциклопедії української діяспори» (2009, т. 1, кн. 1, Нью-Йорк; Чікаґо).